# Agostino Doria
Agostino Doria (* 1540 in Genua; † 1. Dezember 1607 ebendort) war der 83. Doge der Republik Genua.

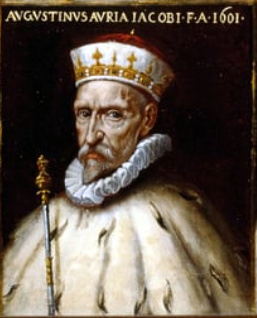
Agostino Doria

## Leben

### Vor dem Dogeat

Adelswappen der Doria

Als Sohn von Giacomo Doria und Bettina De Franchi wurde er um 1540 in Genua geboren. Die Familie – wohlhabend, reich und von Admiral Lamba Doria abstammend – bestand aus drei Söhnen (darunter Nicolò Doria, der 1579–1581 Doge von Genua war) und fünf Schwestern. Er war das dritte Mitglied der Familie, das nach seinem älteren Bruder und Onkel Giovanni Battista Doria in den zwei Jahren 1537–1539 das höchste Amt des Dogen innehatte.
Er war bereits in das politische Leben Genuas involviert und schlug sich im Bürgerkrieg von 1575, der den Adel der republikanischen Hauptstadt erschütterte, auf die Seite der „alten“ Fraktion (eine ähnliche Entscheidung traf auch sein Bruder Nicolò). Bereits 1576 wurde er unter den 400 Mitgliedern des Großen Rates und unter den 1.000 Mitgliedern des Kleinen Rates der Republik aufgeführt. Mit einem bescheinigten Vermögen von 73.750 Scudi war er zu dieser Zeit der drittreichste Adlige des Staates, vor seinem Bruder Nicolò (162.500 Scudi) und dem Rekordhalter Gianandrea Doria (200.000 Scudi).
Im Jahr 1578 gehörte er zu den Patres der Kommune von Genua, 1580 wurde er in den Magistrat der Cambi und im folgenden Jahr in das Amt der Abbondanza gewählt. Im Jahr 1582 war er zusammen mit anderen Persönlichkeiten für eine Reform des Konkursgerichtes (bekannt als „dei Rotti“) verantwortlich, dessen Änderungen erst 1622 umgesetzt wurden. Im selben Jahr wurde er zum Senator der Republik ernannt und übernahm in dieser Zeit die Leitung einiger städtischer Bauvorhaben wie die Errichtung der neuen Kirche San Pietro in Banchi und die damit verbundene (teilweise) Neugestaltung des Platzes und der Via di Soziglia. In den folgenden Jahren bekleidete er noch institutionelle Ämter im Magistrat des Festlandes – 1585 zusammen mit dem zukünftigen Dogen Antonio Grimaldi Cebà – im Magistrat des Straordinari und erneut im Magistrat der Cambi.
Aufgrund seiner politischen Qualitäten und seiner Strenge war er bereits 1597 unter den Kandidaten für das höchste Amt im Staat – mit der Unterstützung von Gianandrea Doria – eine Wahl, die jedoch zur Ernennung von Lazzaro Grimaldi Cebà führte, der vom Marquese Ambrosio Spinola unterstützt wurde. Gegen seinen Willen fand sich Agostino Doria „gefangen“ im „Machtspiel“ und „persönlichen Ehrgeiz“, das im Rahmen der institutionellen Beziehungen zwischen Prinz Doria und dem Marquese Spinola geschaffen wurde. Beide waren wohlhabend und mächtig in den verschiedenen wirtschaftlichen Bereichen und politischen Verbindungen des republikanischen Genua. Die gescheiterte Ernennung zum Dogen wurde durch den Ausschluss aus dem Kleinen Rat verschlimmert, woraufhin die neue Fraktion, die dem gleichen politischen Lager wie die beiden Dorias angehörte, den ehemaligen Dogen Davide Vacca an seine Stelle in den Rat wählte.

### Ernennung zum Dogen

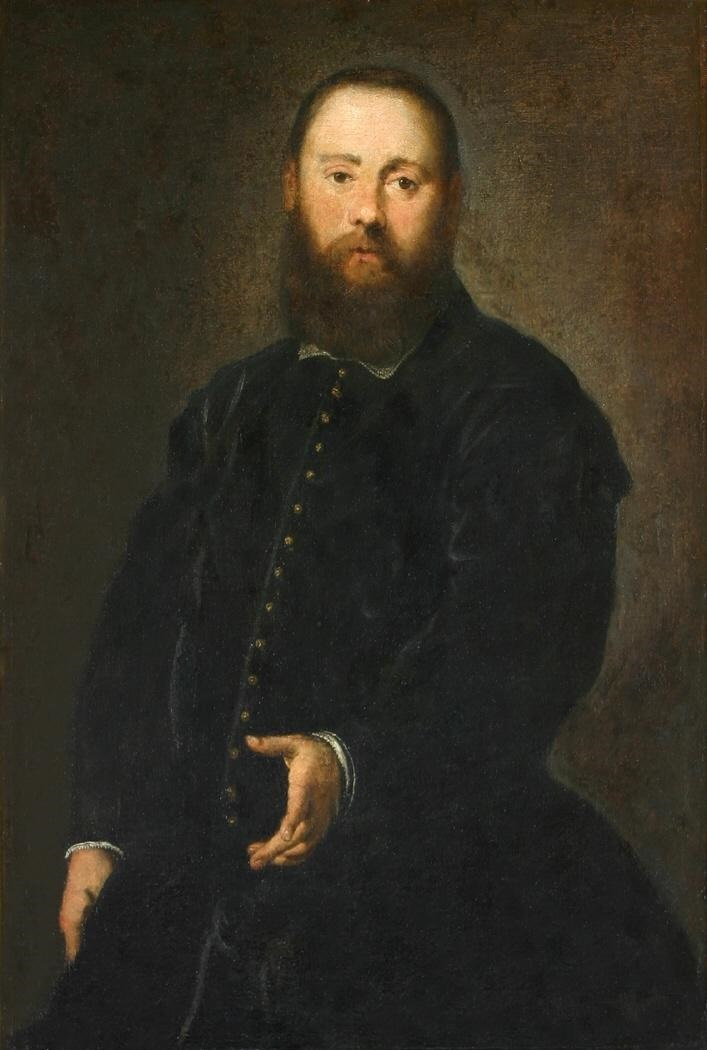
Wahrscheinliches Porträt von Agostino Doria von Tintoretto

Trotz der Gegensätze zwischen der „alten“ und der „neuen“ Fraktion (die ihrerseits intern gespalten war) wurde die Kandidatur von Agostino Doria erneut vorgeschlagen, und mit 245 Ja-Stimmen gelang es ihm, am 24. Februar 1601 das höchste Dogenamt zu erlangen: das 38. in zweijähriger Folge und das 83. in der Geschichte der Republik.
Sein Dogenamt war geprägt von internen Spaltungen innerhalb der eigenen Fraktion aufgrund der wirtschaftspolitischen Beziehungen zu Spanien nach dem Tod Philipps II. sowie von neuen Konflikten zwischen dem Adel und der Bevölkerung. Die Ermordung des ehemaligen Dogen und ewigen Prokurators Lorenzo Sauli durch einen gewissen Genesio Gropallo – den Sohn eines Wollwebers –, der zusammen mit seinem Cousin Gio Girolamo Rosso, der als sein Komplize galt, enthauptet wurde, oder die versuchte pro-französische Verschwörung des Arztes Giovan Giorgio Levratto, der ebenfalls öffentlich enthauptet wurde, obwohl es keine stichhaltigen Beweise gegen ihn gab, sorgten für Aufsehen.
Auch um diesen neuen Sicherheitsbedürfnissen, dem Banditentum und der Kriminalität im Allgemeinen entgegenzuwirken, wurden 1601 die Capitaneati (und verwandte Capitani) in den Zentren eingerichtet, die bereits der Hauptsitz der Podesta-Büros waren. 1602 wurde eine neue Kommission (unter dem Vorsitz des Dogen Doria) eingesetzt, um wirksamere Mittel gegen die Unterwelt zu untersuchen. Sie schlug den Bau neuer Verteidigungsposten in der Region, mehr Außeneinsätze und, neben anderen Neuerungen in diesem Bereich, die Einrichtung eines Tribunals für den Seehandel (Magistrat der Seekonservatoren) vor. Unter den offiziellen Besuchen während seiner Amtszeit wird in den Annalen der Empfang des persischen Botschafters im Dogenpalast erwähnt, der in einer Sänfte von vier Männern transportiert wurde, die in goldene Tücher gekleidet und mit Schmuck, Edelsteinen und Krummsäbeln geschmückt waren.
Nach dem Ende seiner Amtszeit – am 25. Februar 1603 – wurde er zum ewigen Prokurator ernannt. Er gehörte auch zu den Beschützern des Ospedale di Pammatone und 1607 des Heiligen Offiziums. Er starb in der ligurischen Hauptstadt am 1. Dezember desselben Jahres und wurde in der örtlichen Kirche San Matteo beigesetzt. Aus seiner Ehe mit Eliana Spinola gingen sechs Kinder hervor.